# ちょっとまってて
『ちょっとまってて』は、『名探偵コナン』の作者として知られる青山剛昌のデビュー漫画作品。
1986年に小学館新人コミック大賞に入選し、翌年の週刊少年サンデー3・4合併号に掲載された。少年サンデーコミックス「青山剛昌短編集」（ISBN 4-09-123172-1）に収録されている。
高校1年生の天才発明家・高井 豊（たかい ゆたか）と、2歳年上の彼女・阿部 麻巳子（あべ まみこ）の恋を描く。

## あらすじ
様々な発明をし、世間で有名になった高井には、中学の頃から付き合っている2歳年上の彼女・麻巳子がいた。しかし事あるごとに、自分が彼女より年下であること意識してしまう高井はタイムマシンを発明し、彼女と同い年になるために2年前の過去へタイムスリップしようと試みる。
しかし麻巳子がそのタイムマシンを使ってしまい、現在から姿を消してしまう。高井は麻巳子が過去へタイムスリップしたとばかり思っていたが、人々の記憶から彼女の存在が消え始めているのに気づき、過去ではなく2年後の未来へ向かったことに気づく。
時間が経てば、やがて自分も麻巳子のことを忘れてしまうと焦った高井は、麻巳子のことを忘れないよう対策を練る。

## アニメ
1999年3月17日に「青山剛昌短編集」の一作品としてOVA化された。主要キャラクターは、『名探偵コナン』のレギュラー出演者がそれぞれ演じている（江戸川コナン役の高山みなみ、工藤新一役の山口勝平、吉田歩美役の岩居由希子、目暮十三役の茶風林）。
キャスト
- 高井豊：山口勝平
- 阿部麻巳子：高山みなみ
- 友里：岩居由希子
- 若林先生：茶風林
- 神崎：中村大樹
- 阿部美佐子：斎賀みつき
- 校長：中嶋聡彦
- レポーター：難波圭一
- カメラマン：室園丈裕
- 女生徒：榎本充希子、荒木香恵、引田有美
- 男子生徒：巻島直樹
- おばあさん：水原リン